# 流图

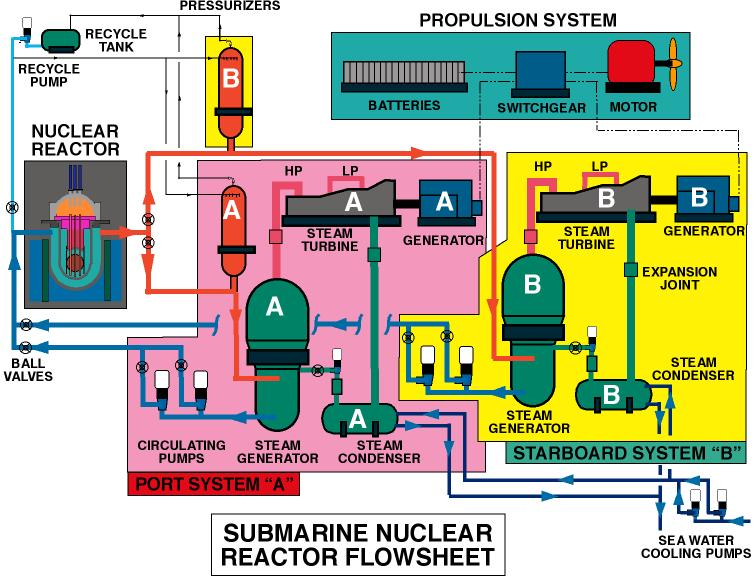
核潜艇推进系统流图

流图是图解表示系统流程或动态关系的一大类。
流图用于结构化与排序一个复杂系统，或解释组成元素的基本结构与交互关系。

## 简介
基本定义见Information Graphics: A Comprehensive Illustrated Reference，作者Harris (1999)，给出两个不同的定义： 
Flow chart or flow diagram... 是一种图解，可视表示在过程或功能内部诸如事件、步骤等之间的顺序关系
Flow diagram 是关于一个过程的人、物料、文书、车辆、通信的流动的物理路线的图形表示。
另一种定义是限于表示物理路线或流。例如表示核潜艇推进系统的不同蒸汽流的路径。 
物体从一个地方移动到另一个地方，也可以把地图与流图可视化结合在一起，这就是桑基图或流型图

## 特定类型的流图
包括：
- 沖積图（英语：Alluvial diagram）总结网络流的变化
- 收入的循环流图（英语：Circular flow of income）
- 控制流程圖（control flow diagram）
- 控制流圖（control flow chart）
- 累积流图（英语：Cumulative flow diagram），排队论的工具
- 功能流程结构图（英语：Functional flow block diagram）用于系统工程
- 資料流程圖 图形表示信息系统的数据流
- 库存与流动态图（英语：Stock_and_flow#Example_of_dynamic_stock_and_flow_diagram）
- 信息流图（英语：Information flow diagram）组织结构内的信息流
- 过程流程图
- 产品流图（英语：Product flow diagram） (PFD)
- 桑基图（英语：sankey diagram）
- 信号流图，数学上图形表示线型代数变量关系
- 状态图，表示有限状态机